# L'Enchâssement
L'Enchâssement (titre original : The Embedding) est un roman de science-fiction, écrit en 1973 par Ian Watson (Royaume-Uni), qui a reçu le prix Apollo 1975.

## Résumé
En Angleterre, un professeur de linguistique, Chris Sole, enseigne à un groupe d'orphelins totalement isolés du monde extérieur depuis leur plus tendre enfance un langage artificiel fabriqué d’après l’anglais selon le procédé de l’enchâssement.
Pendant ce temps là, en Amazonie, l’ethnologue français Pierre Darriand, découvre une tribu d’Indiens dont la survie est menacée par la construction d’un barrage.
Ces indiens, les Xemahoa, possèdent eux aussi un langage sacré uniquement compréhensible sous l’emprise d’une drogue hallucinogène et qui est un langage enchâssé.
Dans le désert du Nevada, les Russes et les Américains négocient secrètement avec un groupe d’extraterrestres, les Sp’thra, débarqués depuis peu.
Ces extraterrestres sont disposés a échanger quelques précieuses connaissances scientifiques concernant le vol spatial en échange d’informations sur les langages parlés sur Terre.
Ils poursuivent en effet une quête sur le langage qui serait la clé de la libération de l’esprit.

## Présentation de l'œuvre
En ce qui concerne l'idée d'un langage enchâssé, Ian Watson renvoie à l'œuvre de Raymond Roussel intitulée Nouvelles Impressions d'Afrique.

## Éditions françaises
- L'Enchâssement, Calmann-Lévy, coll. « Dimensions SF » no 8, 1974
- L'Enchâssement, Le Livre de poche, coll. « Science-fiction » no 7013, 1977 (ISBN 2-253-01787-5) édité erroné  (ISBN 2-253-01787-6) rectifié
- L'Enchâssement, Pocket, coll. « Science-fiction » no 5211, 1985  (ISBN 2-266-01594-X)
- L'Enchâssement, Le Bélial', 2015  (ISBN 978-2843441349)

## Voir également
Sur le thème du langage en science-fiction :
- 1958 : Les Langages de Pao, Jack Vance
- 1966 : Babel 17, Samuel R. Delany